# Toteislöcher und Bruchwald mit Übergangsmoor nordwestlich Wallmoning

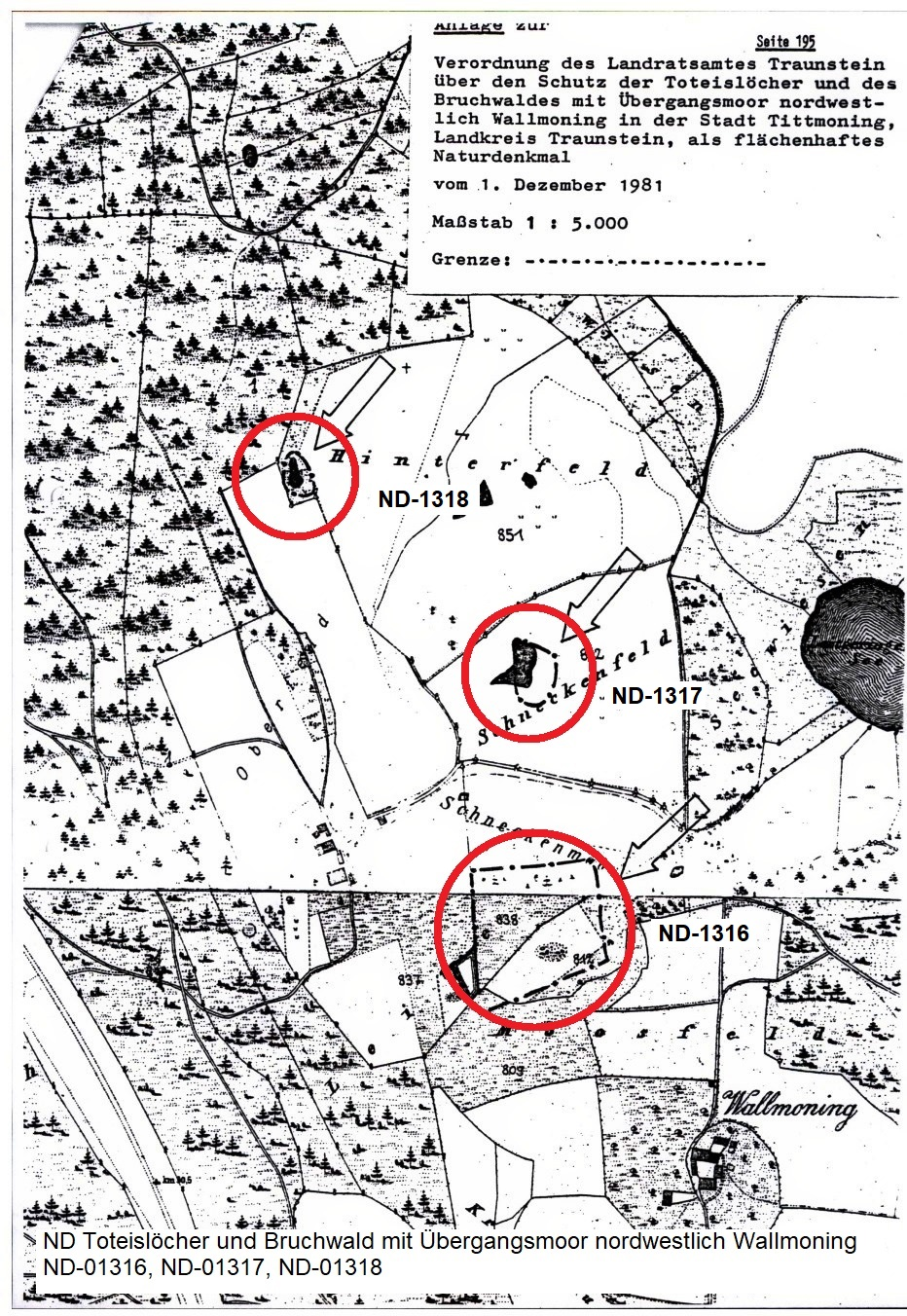
Lageplan Amtsblatt

Unter dem Titel Toteislöcher und Bruchwald mit Übergangsmoor nordwestlich Wallmoning werden in der Gemeinde Tittmoning drei flächenhafte Naturdenkmäler im Landkreis Traunstein beschrieben.
Sie erhielten im Dezember 1981 durch Verordnung des Landratsamtes Traunstein den Schutzstatus und werden vom Bayerischen Landesamt für Umwelt unter der Nummer ND-01316, ND-01317 und ND-1318 gelistet.
Das größte Objekt (700 × 180 m) ist vom Bayerischen Landesamt für Umwelt (LfU) unter der Bezeichnung Toteiskessel N von Wallmoning als geowissenschaftlich bedeutendes Geotop (Geotop-Nummer: 189R001) ausgewiesen.
| Teil   | Nummer   | Typ       | Größe   | Koordinaten                     |
| ------ | -------- | --------- | ------- | ------------------------------- |
| Teil 1 | ND-01316 | ND/Geotop | 2,07 ha | 48° 4′ 10″ N, 12° 43′ 35,7″ O   |
| Teil 2 | ND-01317 | ND        | 0,27 ha | 48° 4′ 19,6″ N, 12° 43′ 34,9″ O |
| Teil 3 | ND-01318 | ND        | 0,13 ha | 48° 4′ 25,9″ N, 12° 43′ 22,4″ O |

## Schutzzweck
Die Toteislöcher und der Bruchwald mit Übergangsmoor nordwestlich Wallmoning sind als flächenhaftes Naturdenkmal zu schützen, da es sich hier qualitativ um hochwertige Biotope handelt und ihre Erhaltung wegen ihrer hervorragenden Eigenart und Seltenheit, ihrer ökologischen, wissenschaftlichen, floristischen und faunistischen Bedeutung im öffentlichen Interesse liegt.

## Geologie
Die Toteislöcher bei Wallmoning liegen zwischen Endmoränen des würmzeitlichen Salzach-Vorlandgletschers. Beim Rückzug eines Gletschers zerfallen die Gletscherzungen und es bleibt bewegungsloses (totes) Eis zurück und kann von Schmelzwässern mit Schottern bedeckt werden. Unter der schützenden Sedimentbedeckung schmilzt das Eis langsamer. Nach dem Abtauen sackt die Bedeckung nach und es entstehen rundliche, abflusslose Hohlformen.